# Alexander Kosolapov
 (octobre 2014).
Alexander Kosolapov est un artiste russe né le 1er janvier 1943 à Moscou. Il vit et travaille à New York depuis 1975. Il fait partie du mouvement Sots Art.

## Biographie
Il a participé à de nombreuses expositions de groupe et il a aussi fait plusieurs expositions solos. Ses œuvres sont présentes chez des collectionneurs et aussi dans les collections de musées (tels que : le MOMA de New York mais également le musée Guggenheim, le Kupferstich Kabinett à Berlin, etc.). Son œuvre Angel of Cholestérol est une sculpture réalisée en 2010 qui montre l'horreur de la restauration rapide et de la malbouffe. Il représente un ange plutôt moderne (il porte un jean) avec le signe McDonald à la place des ailes bien connues des anges. L'artiste fait partie du mouvement Sots Art qui consiste à détourner des icônes de la société, c'est ce qu'il exprime dans l'œuvre Angel of Cholestérol.
Aux États-Unis, il aida à la diffusion de la revue A-Ya.

## Quelques-unes de ses œuvres.
- Angel of Cholesterol, 2010 (l'ange du cholestérol)
- Saint Sébastien, 1980
- Cocktail Molotov, 1990
- Lenin-Coca-Cola, 1980
- Red Venus, 1985
- This is my body, 2001
- Thwip, 1986
- Gorby, 1991
- Hero, Leader, God, 2006-2007

## Quelques-unes de ses expositions personnelles
- Galerie Karenina, Vienne, 1997
- Galerie Vorsetzen, Hambourg, 1994
- Galerie Inge Baecker, Cologne, 1993

## Quelques-unes de ses expositions de groupe
- New Collection, Kupferstift Kabinet, Berlin, 2000
- 2000+artist collection, musée d'art moderne, Slovénie, 2000
- 1989. Ende der Geschichte oder der Beginn der Zukunft?, Kunsthalle Wien, Vienne, Autriche, 2009/2010